# Spinone (fisica)
Gli spinoni sono una delle due quasiparticelle, insieme agli oloni, che gli elettroni nei solidi sono in grado di separare durante il processo di separazione spin-carica, quando sono strettamente limitati a temperature prossime allo zero assoluto.
Gli elettroni, essendo di carica uguale, si respingono. Di conseguenza, al fine di attraversare tutti insieme in un ambiente estremamente affollato, sono costretti a modificare il loro comportamento. Una ricerca, pubblicata nel luglio del 2009 dall'Università di Cambridge e da quella di Birmingham (Inghilterra), mostrava che gli elettroni potevano saltare dalla superficie del metallo su un filo quantico strettamente localizzato per mezzo del tunnelling quantico, e così facendo, separarsi poi in due quasiparticelle, definite dai ricercatori spinoni e oloni.